# Piero Simondo
Piero Simondo (Cosio di Arroscia, 25 agosto 1928 – Torino, 6 novembre 2020) è stato un pittore italiano.

## Biografia
Piero Simondo nacque a Cosio di Arroscia (Imperia) nel 1928. Allievo di Felice Casorati e di Filippo Scroppo all'Accademia Albertina di Torino, si laureò in Filosofia nell'ateneo torinese. 
I suoi primi lavori furono ceramiche astratte, esposte nel '52 ad Alba, dove egli si trasferì, ospitato da Pinot Gallizio, che lo introdusse alla pittura. 
Nel settembre del 1955 fondò ad Alba con Asger Jorn e Pinot Gallizio il Laboratorio di esperienze immaginiste del Movimento internazionale per una Bauhaus immaginista (M.I.B.I.) e pubblicò il Bollettino del movimento, "Eristica". Una mostra ad Albisola (estate '55) aveva permesso l'incontro con Asger Jorn.
Nell'estate 1956 (2-9 settembre) Simondo organizzò, sempre ad Alba, con Jorn, Gallizio ed Elena Verrone (che sposò l'anno seguente), il Primo Congresso mondiale degli Artisti liberi sul tema "Le arti libere e le attività industriali".
Nell'estate del 1957 in occasione di una vacanza nella sua casa di Cosio di Arroscia venne fondata l'Internazionale Situazionista, da cui uscì nel gennaio successivo con la moglie e Walter Olmo, in polemica con Debord.
Nel 1962 fondò a Torino, con un gruppo di operai e intellettuali, il CIRA (Centro Internazionale per un Istituto di Ricerche Artistiche) (1962-1967) con il proposito di recuperare l'esperienza del Laboratorio di Alba e con cui – fra l'altro – progetta installazioni sui temi dell'alienazione e della natura dei media.
Nel 1972 entrò all'Università di Torino (e vi resterà sino al 1996) per occuparsi dei laboratori di "attività sperimentali" presso l'Istituto di Pedagogia. Qui insegnò poi Metodologia e didattica degli audiovisivi.

## Attività artistica
La sua attività artistica iniziò negli anni '50 con i "Monotipi". All'inizio del decennio successivo inaugurò la sequenza delle "Topologie", di forte impatto oggettuale. Nel 1968 diede vita ai "Quadri-manifesto", cui faranno seguito, nel tempo, le "Ipo-pitture", i "Nitro-raschiati" e  altri cicli pittorici improntati alla sperimentazione di nuove tecniche e materiali. 
Negli anni '90, quando "l'angoscia dell'avanguardia si è attenuata", Simondo torna ad usare i pennelli e i pastelli, producendo alcuni grandi polittici.  Nell'ultimo decennio si dedicò in prevalenza a lavori su carta nei quali rivisita con freschezza inventiva i procedimenti già utilizzati cinquant'anni prima. Come Serge Stauffer, Allan Kaprow, Nam June Paik e Asger Jorn, Piero Simondo può essere considerato un pioniere dell'arte come ricerca.

## Scritti
- L'alba della logica – Torino, SEI, 1967
- Ars vetus, ars modernorum – Torino, SEI, 1971
- Spazi educativi e ricerca in situazioni di Laboratorio – Torino, Tirrenia Stampatori, 1981
- Che cos'è stato il Laboratorio sperimentale di Alba – Genova, Libreria Sileno Editrice, 1986
- La situazione laboratorio – Torino, Tirrenia Stampatori, 1987
- Formazione e produzione di immagini – Milano, Franco Angeli, 1989
- Il colore dei colori – Firenze, La Nuova Italia, 1990
- A mo' di prefazione, nel catalogo Jorn in Italia. Gli anni del Bauhaus imaginista, Torino, Fratelli Pozzo, 1997
- Guarda chi c'era, guarda chi c'è. L'infondata fondazione dell'Internazionale Situazionista, Genova, Ocra Press, 2004
- L'immagine imprevista. Rendiconti, opere, interviste, a cura di Sandro Ricaldone, Genova, Il Canneto editore, 2011 (vi sono raccolti gli scritti dell'artista dedicati alle esperienze del MIBI e alla fondazione dell'Internazionale Situazionista, e diverse interviste rilasciate a proposito delle sue ricerche pittoriche)

### Riviste
- "Eristica", rivista del M.I.B.I., creata da Pinot Gallizio, Piero Simondo ed Asger Jorn ad Alba